# 가와카미촌 (지바현)
가와카미촌(川上村)은 지바현 인바군에 일찍이 존재했던 촌이다. 현재의 야치마타시 남부에 해당한다.

## 역사
- 1889년 4월 1일 - 정촌제 시행에 수반해 인바군 가와카미촌이 성립하였다.
- 1954년 11월 1일 - (제1차) 야치마타정과 합병해, 새로운 (제2차)야치마타정이 성립해, 동일 가와카미촌은 소멸하였다.